# Dolomedes wollastoni
Dolomedes wollastoni är en spindelart som beskrevs av Henry Roughton Hogg 1915. Dolomedes wollastoni ingår i släktet Dolomedes och familjen vårdnätsspindlar. Inga underarter finns listade i Catalogue of Life.